# 前990年代
| 千纪： | 前1千纪 |
| 世纪： | 前11世纪 \| 前10世纪 \| 前9世纪                                                                            |
| 年代： | 前1020年代 \| 前1010年代 \| 前1000年代 \| 前990年代 \| 前980年代 \| 前970年代 \| 前960年代                 |
| 年份： | 前999年 \| 前998年 \| 前997年 \| 前996年 \| 前995年 \| 前994年 \| 前993年 \| 前992年 \| 前991年 \| 前990年 |

## 重要事件及趋势
- 成康之治
- 大体相当于周康王、周昭王时期

## 重要人物
- 周康王（夏商周断代工程把康王在位时间定为前1020年至前996年）
- 大卫（希伯来语：דָּוִד，旧译大辟，天主教译为达味，伊斯兰教译作达吾德，是西元前十世纪以色列联合王国的第二任国王。大卫的意思是“被爱的”。大部份关于他的记载都出自《塔纳赫》中的撒母耳记上和撒母耳记下。虽然大卫不是没有缺点，但在以色列所有古代的国王中，他被描述为最正义的国王，并且是一位优秀战士、音乐家和诗人（在圣经中赞美上帝的诗篇是他的著作）。根据圣经记录，耶稣是大卫的后裔。大卫在位四十年零六个月；其中有七年是在希伯仑。）
- 周昭王